# Luiz Carlos de Moraes
Luiz Carlos de Moraes (San Paolo, 30 maggio 1947) è un attore e doppiatore brasiliano.

## Biografia
Ha recitato in diverse telenovelas, tra cui Nido di serpenti e L'amore vero non si compra, e sporadicamente al cinema.
Come doppiatore è famoso per essere la voce brasiliana di Jonathan Banks in Breaking Bad e Better Call Saul. Ha prestato la voce anche ad altri attori tra cui Malcolm McDowell, Danny DeVito, Bob Hoskins e Sean Connery. Nel mondo dell'animazione è noto per aver doppiato Mr. Krab in SpongeBob e Peter Griffin in I Griffin.

## Filmografia

### Cinema
- O Gênio do Sexo - regia di Paulo Figueiredo (1979)
- Adultério por Amor - regia di Geraldo Vietri (1979)
- Retrato falado de uma mulher sem pudor - regia di Hélio Porto e Jair Correa (1982)
- O príncipe - regia di Ugo Giorgetti (2002)

### Serie televisive
- Um Homem Muito Especial - telenovela (1980)
- Nido di serpenti (Ninho da Serpente) - telenovela (1982)
- L'amore vero non si compra (Cortina de Vidro) - telenovela (1989)
- Fascinação - telenovela (1998)
- Essas Mulheres - telenovela (2005)
- Luz do Sol - telenovela (2007)
- Amor e Intrigas - telenovela (2008)
- Poder Paralelo - telenovela (2009)
- A Lei e o Crime - serie TV (2009)
- Amor e Revolução - telenovela (2011)
- A Vida Secreta dos Casais - serie TV (2017-2019)